# Manuela Zinsberger
Manuela Zinsberger (Stockerau, Austria; 19 de octubre de 1995) es una futbolista austríaca. Juega de guardameta y su equipo actual es el Arsenal de la FA WSL. Es internacional absoluta por la Selección de Austria desde 2013.

## Trayectoria
Zinsberger comenzó a jugar en 2001 con el USV Leitzersdorf. Estuvo en este equipo hasta que en 2009 se unió al SV Stockerau. Tras un año en ese club, se trasladó al USV Großrußbach.

### SV Neulengbach (2010-2014)
El 30 de octubre de 2010, Zinsberger debutó profesionalmente con el SV Neulengbach de la Bundesliga de Austria, cuando tenía quince años. A la vez que jugaba con el primer equipo, también formaba parte del Neulengbach Juniors, con quien tiene 14 apariciones y un gol. Para el primer equipo, jugó 47 partidos.

### Bayern de Múnich II (2014-2015)
El 27 de junio de 2014, Zinsberger firmó un contrato con el Bayern de Múnich. Debutó con el segundo equipo el 21 de septiembre contra el ETSV Würzburg. Jugó 5 partidos en total.

### Bayern de Múnich (2014-2019)
A la vez que jugaba con el segundo equipo, Zinsberger también formaba parte del primer equipo. Hizo su primera aparición el 30 de noviembre de 2014 contra el SGS Essen. En la temporada 2014-2015, el Bayern ganó la liga, igual que en la siguiente. Tiene 55 apariciones con el club.

### Arsenal (2019-)
En mayo de 2019, la guardameta firmó un contrato con el Arsenal.

## Selección nacional

### Categorías inferiores
- Selección Sub-17 (2010-2011): 6 apariciones
- Selección Sub-19 (2011-2013): 7 apariciones

### Selección absoluta
El 2 de junio de 2013, Zinsberger debutó con la Selección absoluta de Austria en un partido amistoso contra Eslovenia. En 2016, ganó la Copa de Chipre y en 2017 ayudó al equipo a llegar a cuartos de final en la Eurocopa.

## Clubes
| Club             | País       | Año           |
| ---------------- | ---------- | ------------- |
| SV Neulengbach   | Austria    | 2010-2014     |
| Bayern Múnich II | Alemania   | 2014          |
| Bayern Múnich    | Alemania   | 2014-2019     |
| Arsenal          | Inglaterra | 2019-presente |

## Palmarés

### Títulos nacionales
| Título          | Club           | País     | Año     |
| --------------- | -------------- | -------- | ------- |
| Bundesliga      | SV Neulengbach | Austria  | 2010    |
| Bundesliga      | SV Neulengbach | Austria  | 2011    |
| Bundesliga      | SV Neulengbach | Austria  | 2012    |
| Bundesliga      | SV Neulengbach | Austria  | 2013    |
| Copa de Austria | SV Neulengbach | Austria  | 2010    |
| Copa de Austria | SV Neulengbach | Austria  | 2011    |
| Copa de Austria | SV Neulengbach | Austria  | 2012    |
| Bundesliga      | Bayern Múnich  | Alemania | 2014-15 |
| Bundesliga      | Bayern Múnich  | Alemania | 2015-16 |

### Distinciones individuales
| Distinción                          | Año     |
| ----------------------------------- | ------- |
| Women's Super League: Guante de oro | 2021-22 |

## Vida personal
El 7 de marzo de 2022, Zinsberger anunció su compromiso con su novia, Madeleine.